# Чубар-Абдулловское сельское поселение
Чубар-Абдулловское сельское поселение — сельское поселение в Азнакаевском районе Татарстана. 
Административный центр — село Чубар-Абдуллово.
В состав поселения входит 4 населённых пункта.

## Административное деление
- с. Чубар-Абдуллово
- с. Буралы
- дер. Митрофановка
- дер. Мяндей